# Алехо де Арисменди, Хуан
Хуан Алехо де Арисменди (исп. Juan Alejo de Arizmendi; 7 июля 1760, Сан-Хуан, Пуэрто-Рико, Вице-королевство Новая Испания — 4 марта 1814, Аресибо, Пуэрто-Рико, Вице-королевство Новая Испания) —  прелат Римско-католической церкви, 37-й епископ Пуэрто-Рико, первый пуэрториканец, ставший епископом.

## Биография

### Ранние годы и образование
Хуан Алехо де Арисменди де Ла-Торре родился 7 июля 1760 года в Старом Сан-Хуане на Пуэрто-Рико. Он был сыном баска Мигеля де Арисменди и креолки Хуаны Исабель де Ла-Торре. Обучался в школе доминиканцев в монастыре святого Фомы Аквинского, которую окончил со степенью бакалавра философии. С 1778 по 1782 год изучал теологию, философию, гражданское и каноническое право в малой семинарии святой Розы Лимской и Королевском и Папском университете Венесуэлы. В 1783 году в Каракасе был рукоположен в дьякона и субдьякона.

### Священник и епископ
Защитив степень доктора гражданского и канонического права в Санто-Доминго, 16 июля 1785 года он был рукоположен в сан священника. В том же году вернулся на Пуэрто-Рико, сопровождая епископа Франсиско де Ла-Куэрда-и-Гарсию. Служил капелланом общины кармелитов. В 1792 году был назначен викарием и генеральным викарием епархии. По предложению испанского короля Карла IV от 13 марта 1803 года, 27 июля того же года римский папа Пий VII назначил его епископом Пуэрто-Рико. Таким образом он стал первым епископом-пуэрториканцем на этой кафедре. Его хиротония состоялось в 1804 году в Каракасе под руководством епископа Франсиско Ибарры.
По возвращении и вступлении на кафедру, активно занимался благотворительной деятельностью. Из собственных средств поддерживал работу госпиталя Непорочного Зачатия в Сан-Хуане. Лично навещал больных и помогал им. В свободное от служения время делал из соломы корзины и продавал, а на вырученные таким образом средства покупал одежду и еду для неимущих людей. Уважая достоинство каждого человека, он был строг к себе в отношении исполнения церковных предписаний, и такого же отношения требовал к ним от подчинённого ему духовенства.
Помог восстановить монастырь кармелитов и основал соборную семинарию в Сан-Хуане, чтобы молодые люди, чувствовавшие призвание к священству, могли учиться в ней не покидая отечества. Семинария была достроена и открыта в 1832 году уже после его смерти. Епископ был патриотом. Он поддержал земляка-пуэрториканца офицера флота Рамона Повер-и-Хиральта, в 1809 году избранного представителем Пуэрто-Рико для участия в кортесах в Кадисе, в испанском королевстве. Епископ дал ему своё архиерейское кольцо, чтобы тот никогда не забывал о нуждах своих соотечественников, представляя их интересы. В напутствии им впервые был использован этноним «пуэрториканец».
За время епископского служения он совершил две пастырских визитации и обошёл весь остров. Им были миропомазаны тысячи людей; в том числе «отец народного образования», Рафаэль Кордеро-и-Молина. Епископ был терпеливым человеком и великодушно прощал тех, кто поносил и клеветал на него. Одним из его противников, был Сальвадор Малендес, испанский губернатор Пуэрт-Рико, пытавшийся вмешиваться в церковные дела. Епископ заболел во время второго пастырского визита в Ормигерос. Он хотел быть похороненным здесь в малой базилике Богоматери Монтсерратской, но был перевезён в Аресибо, где скончался 12 октября 1814 года. Останки епископа покоятся в соборе святого Иоанна Крестителя в Сан-Хуане.